# Amis du manifeste et de la liberté
Pour les articles homonymes, voir AML.
 (avril 2023).
Motif : une seule source secondaire, datée
 (avril 2023).
Les Amis du manifeste et de la Liberté (AML) est un mouvement fondé par Ferhat Abbas en Algérie, pendant la colonisation française, le 14 mars 1944, autour de son texte publié le 10 février 1943 le Manifeste du peuple algérien.

## Histoire
Le 10 février 1943 Ferhat Abbas rédige le Manifeste du peuple algérien qui réclame l'indépendance. Cela lui vaut l'emprisonnement à partir de juin de la même année.
Le 7 mars 1944, De Gaulle accorde par décret le droit de vote à 63 000 musulmans d'Algérie. Ferhat Abbas, qui réclame l'indépendance, s'oppose à ce qu'il voit comme une dangereuse opération de séduction du colonisateur vers les musulmans. Avec l'aide des docteurs de la foi islamique, les oulémas, il fonde le mouvement des Amis du Manifeste de la Liberté ("liberté" pour ne pas dire indépendance et éviter la censure) en réponse au décret. Ce mouvement réunit 500 000 membres. Il est en réalité infiltré par Messali Hadj et ses partisans. Ces derniers sont beaucoup plus violents et clandestinement regroupés au sein du Parti du peuple algérien. Armés et déterminés, ils réclament une « action directe » lors du congrès AML de mars 1945.